# Uhrin Dorottya
Uhrin Dorottya (Budapest, 1990. január 4. – ) történész, egyetemi oktató. Az ELTE BTK Történeti Intézet Középkori Történeti Tanszékének adjunktusa.
Kutatási területei a szentkultusz a középkorban, a vértanú szüzek kultusza, istenítéletek, a mongol hódítás Európában, valamint a középkori egyház- és vallástörténet.

## Tanulmányok
2008 és 2011 között az Eötvös Loránd Tudományegyetem Bölcsészettudományi Kar történelem alapszakos hallgatója, 2010 és 2013 között keleti nyelvek és kultúrák alapszakos hallgató ugyanitt, mongol szakirányon, buddhizmus minorral. Mesterszakos tanulmányait szintén az ELTÉ-n végezte, történelem szakon, oklevelet 2014-ben szerzett. 2014 és 2017 között doktorandusz az ELTE BTK Történelemtudományi Doktori Iskola Középkori Magyar Történelem doktori programján. Doktori disszertációjánk címe: A virgines capitales kultusza a középkori Magyarországon. 2017–2018-ban elvégezte a Central European University (CEU) Late Antique, Medieval and Renaissance Studies képzését.
Doktori értekezését 2019-ben sikeresen, summa cum laude minősítéssel védte meg, PhD-fokozatot 2020-ban szerzett.

## Munkahelyek és oktatói tevékenység
2018 és 2021 között tudományos segédmunkatárs/munkatárs A tatárjárás Magyarországon és a mongol hódítás eurázsiai összefüggései című NKFIH projektben.
2021-től egyetemi tanársegéd az Eötvös Loránd Tudományegyetem Bölcsészettudományi Kar Középkori Történeti Tanszékén, 2023-tól egyetemi adjunktus ugyanitt.

## Szervezeti tagságok
- Historical Studies on Central Europe folyóirat középkoros recenziószerkesztője
- A Magyar Hagiográfiai Társaság titkára
- Magyar Történelmi Társulat tagja

## Egyéb szakmai tevékenység
2018–2022: A tatárjárás Magyarországon és a mongol hódítás eurázsiai összefüggései NKFIH pályázat. Pray-kódex. Hálózati és nyomtatott kritikai kiadás (Eötvös Loránd Tudományegyetem) 
MTA–ELTE Humanizmus Kelet-Közép-Európában, lexikon szócikkek írása.
A tatárjárásról sok szemmel: régi kérdések, új válaszok című ismeretterjesztő előadássorozat, valamint a Magyar Hagiográfiai Társaság felolvasóüléseinek szervezése.

## Díjak, kitüntetések
2017–2018: Sherry L. Reames Travel Award for Hagiographical Studies 

## Főbb publikációi
- Bradács Gábor – Uhrin Dorottya: Preface to the Legend of Saint Emeric. In: Klaniczay, Gábor – Csepregi, Ildikó (eds.): Sanctitas Principum. Sancti Reges, Duces, Episcopi, et Abbates Europae Centralis (Saec. XI-XIII) / The Sanctity of the Leaders. Holy Kings, Princes, Bishops, and Abbots from Central Europe (Eleventh-Thirteenth Centuries). Budapest – New York – Vienna, Central European University Press, 2023. (Central European Medieval Texts 7) 179-190.
- Uhrin Dorottya: Az ún. I. és II. esztergomi zsinat és a Pray-kódex. In: Horváth, Balázs; Bartók, Zsófia Ágnes (szerk.): Írások a Pray-kódexről. Budapest, Argumentum Kiadó, ELTE BTK Vallástudományi Központ, Liturgiatörténeti Kutatócsoport, 2019. pp. 19-28.
- Uhrin Dorottya: Antiochiai Szent Margit legendája a szalonnai református templom falképein. Művészettörténeti Értesítő 67/2. (2018) pp. 235-244.
- Uhrin Dorottya: Antiochiai Szent Margit legkorábbi magyarországi kultusza. Álmos herceg egyházalapításai és a Szent Margit-szakramentárium. Magyar Könyvszemle 133 (2017/1) 13–31.
- Uhrin Dorottya: Az istenítéletek társadalomtörténeti elemzése a Váradi Regestrum alapján. In: Mortun falu. 800 éves Kunszentmárton. 1215–2015. Szerk. Barna Gábor. Kunszentmárton, Helytörténeti Múzeum, 2016. (Várostörténeti és néprajzi tanulmányok 9.) 28–43.